# Mylabris theryi
Mylabris theryi là một loài bọ cánh cứng trong họ Meloidae. Loài này được Abeille de Perrin miêu tả khoa học năm 1894.